# 水雞橋站

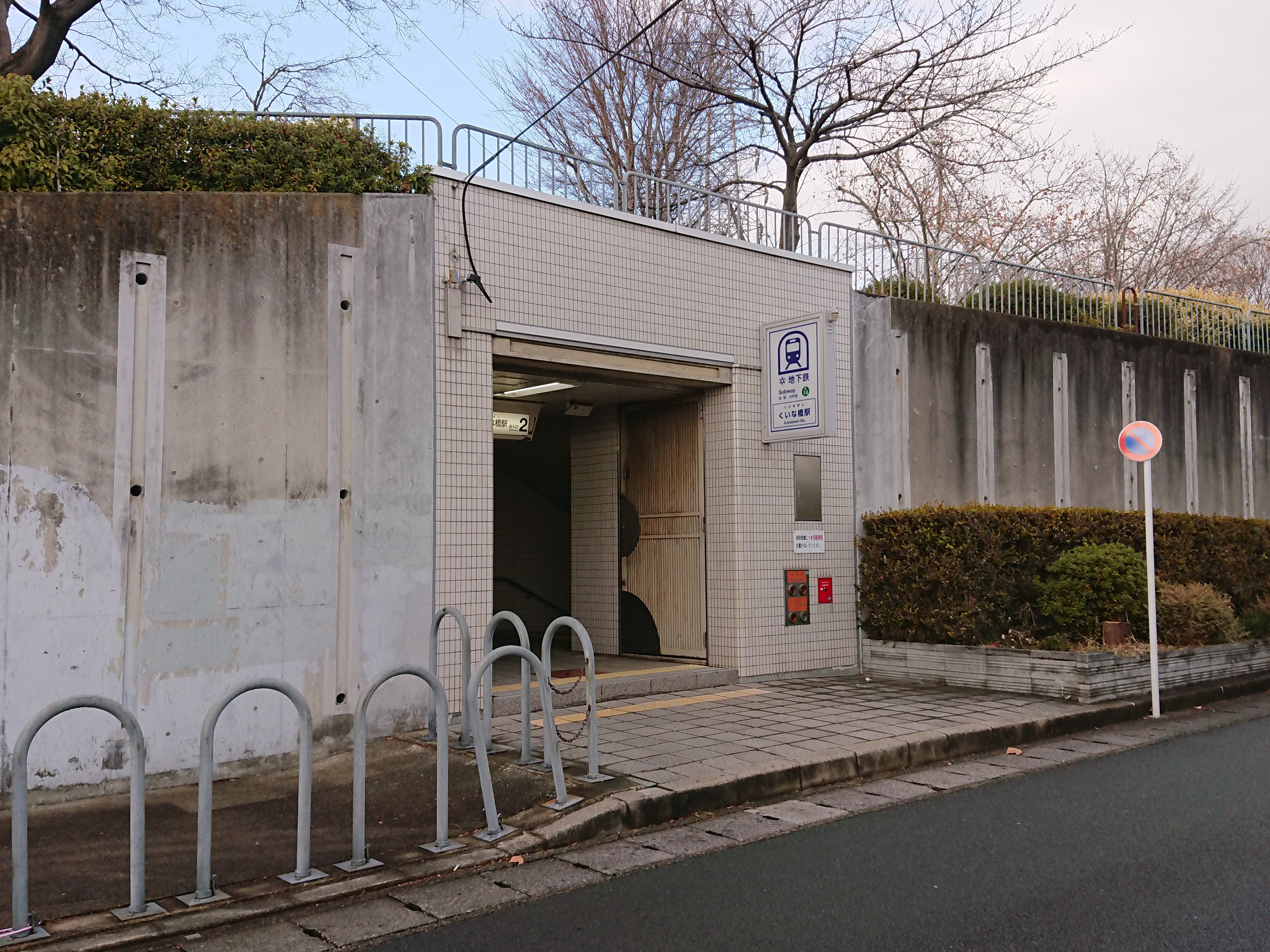
2號出入口(2021年1月)

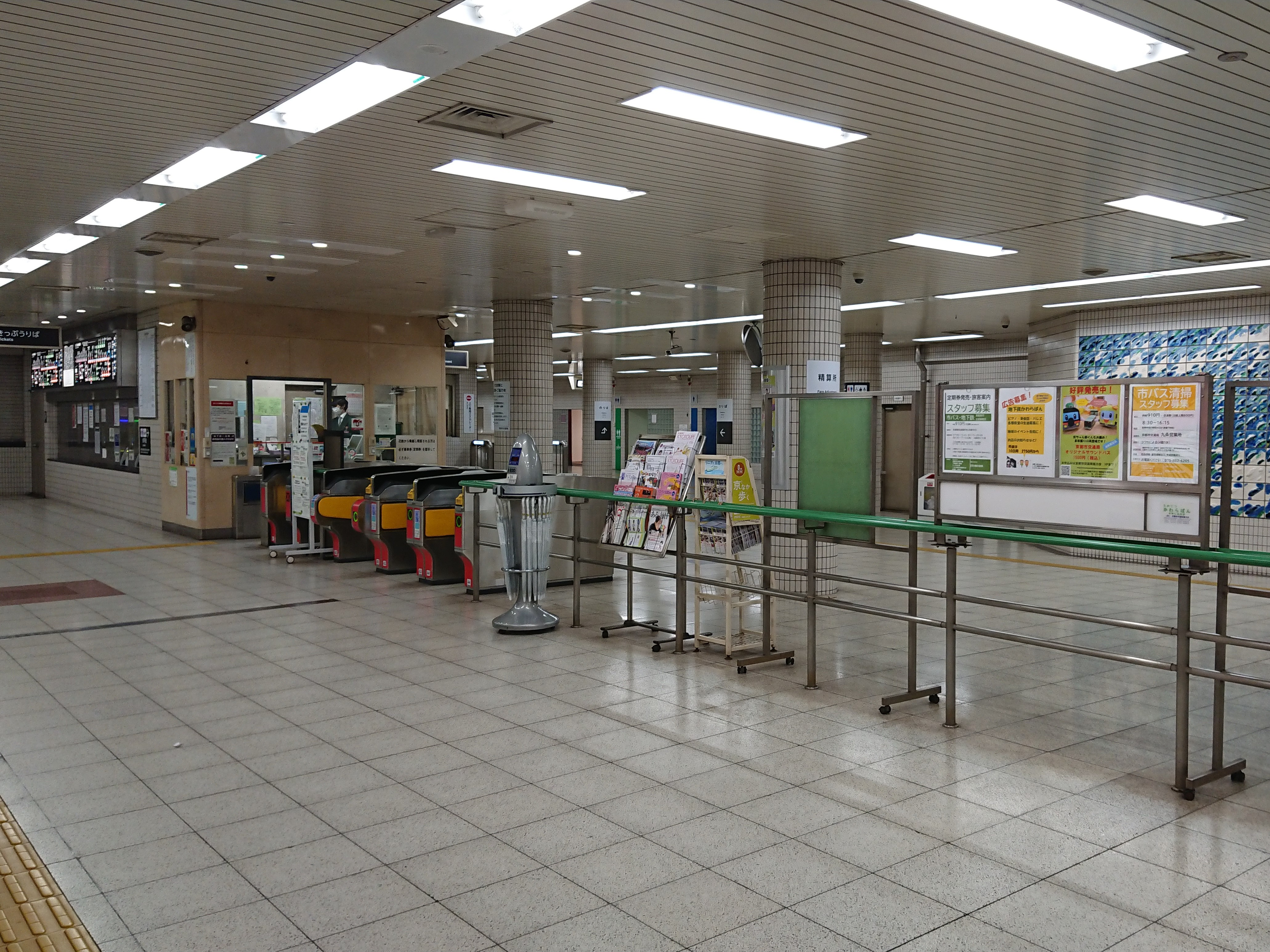
車站大廳與驗票口(2021年1月)

水雞橋站（日语：／ Kuinabashi eki */?）是位於日本京都府京都市伏見區，屬於京都市營地下鐵烏丸線的鐵路車站。本站的站名是烏丸線在京都站以南延伸新設的所有車站當中，唯一採用公募方式的車站，並以鄰近跨過鴨川的「水雞橋」作為站名（水雞是一種鳥類）。車站編號是K14。

## 歷史
- 1988年（昭和63年）6月11日 - 京都市營地下鐵烏丸線的京都站延伸開通至竹田站而開業[1]。
- 2007年（平成19年）4月1日 - 啟用IC卡「PiTaPa」[1]。

## 車站構造
本站為島式月台1面2線的地底車站。站內只設置一處驗票閘口。

### 月台配置
| 月台 | 路線   | 方向 | 目的地                     |
| ---- | ------ | ---- | -------------------------- |
| 1    | 烏丸線 | 下行 | 竹田、新田邊、近鐵奈良方向 |
| 2    | 烏丸線 | 上行 | 京都、四條、國際會館方向   |

## 利用狀況
2016年（平成28年）度的1日平均上下車人次為5,711人。
各年度的1日平均上車、上下車人次數如下表。
| 年度               | 1日平均 上下車人次 | 1日平均 上車人次 | 來源   |
| ------------------ | ------------------ | ---------------- | ------ |
| 1998年（平成10年） |                    | 2,509            | [ 3 ]  |
| 1999年（平成11年） | 5,037              | 2,550            | [ 4 ]  |
| 2000年（平成12年） | 4,905              | 2,473            | [ 5 ]  |
| 2001年（平成13年） | 4,703              | 2,376            | [ 6 ]  |
| 2002年（平成14年） | 4,805              | 2,425            | [ 7 ]  |
| 2003年（平成15年） | 4,944              | 2,493            | [ 8 ]  |
| 2004年（平成16年） | 4,690              | 2,376            | [ 8 ]  |
| 2005年（平成17年） | 4,866              | 2,459            | [ 8 ]  |
| 2006年（平成18年） | 4,892              | 2,470            | [ 8 ]  |
| 2007年（平成19年） | 4,969              | 2,511            | [ 9 ]  |
| 2008年（平成20年） | 4,951              | 2,511            | [ 9 ]  |
| 2009年（平成21年） | 4,685              | 2,357            | [ 9 ]  |
| 2010年（平成22年） | 4,758              | 2,390            | [ 9 ]  |
| 2011年（平成23年） | 4,857              | 2,440            | [ 9 ]  |
| 2012年（平成24年） | 5,027              | 2,525            | [ 10 ] |
| 2013年（平成25年） | 5,212              | 2,618            | [ 10 ] |
| 2014年（平成26年） | 5,438              | 2,732            | [ 10 ] |
| 2015年（平成27年） | 5,641              | 2,834            | [ 10 ] |
| 2016年（平成28年） | 5,711              | 2,869            | [ 2 ]  |

## 相鄰車站
京都市交通局（京都市營地下鐵）
 烏丸線
十條（K13）－水雞橋（K14）－竹田（K15）

## 外部連結
- 水雞橋站 （页面存档备份，存于） - 京都市交通局